# オービタル
オービタル（Orbital）は、イギリスのテクノユニットである。フィル・ハートノル、ポール・ハートノルのハートノル兄弟によって結成された。アンダーワールド、ケミカル・ブラザーズ、プロディジーらと並び、1990年代のテクノシーンを代表するアーティストのひとつである。ライヴではライト付きの電飾メガネを付けてプレイするのが大きな特徴。

## 経歴

ユニットのロゴ

1989年にイギリスで結成。1990年にリリースしたシングルChimeで一躍シーンにその名が知られ、また同曲は数多くのアーティストにリサンプリングされるなどデビュー初期からシーンに大きな影響を与えるアーティストとなる。1991年に初のアルバムOrbitalをリリース。1993年にも同名のアルバムがリリースされる。この2つのアルバムはジャケットの色から1991年リリースのものをグリーンアルバム、1993年リリースのものをブラウンアルバムと呼びわけたり、またはリリースされた順にOrbital、Orbital 2などと呼ばれている。本人達は来日時、ドミューンでの出演で2枚目のアルバム名はオービタルプラスだと言っている。ブラウンアルバムにはLush、Impact、「ハルシオン」(Halcyon+on+on)など、バンドを代表する曲が多数収録されており、単なるダンスツールとしてだけではなく、アナログシンセサイザーによる重厚かつメロディアスに重なり合う旋律の構成は、極めて音楽性が高く、これによりシーンにおけるバンドの評価が確立することとなる。
彼らはローランドTB-303の優れた使い手でもあり、1993年前後のアシッドハウスリバイバルの立役者としても重要なポジションにある。本人達は結成当初の第一次アシッドハウスムーブメントの頃に始まり、初期のブームが沈静化したあともTB-303を好んで使い続けており、時折友人らから「アシッドは終わったんだ。303の音を控えてみてはどうだろうか」と意見されても、そのスタンスは崩さなかったと語っている。
1994年のアルバムSnivilisation以降、1995年にHalcyon+on+onが映画ハッカーのサウンドトラックに使われてからは映画への曲提供も増えるようになり、1996年のアルバムIn Sides収録のThe Boxや、ヴァル・キルマー主演の同名映画のテーマThe Saint、2000年にはレオナルド・ディカプリオ主演のザ・ビーチへの曲提供、2003年には映画Octaneのサントラアルバムを担当するなどした。ゲームへの曲提供も行われ、1995年にはP. E. T. R. O. Lをワイプアウトのゲーム中の曲として提供している。
2002年にベスト・アルバムWork 1989-2002をリリース。そして前述のOctaneサントラリリース後の2004年6月に、最後のアルバムとなるBlue Albumをリリース。全て新曲であるが、それまでのバンドの活動を辿るかのように、各時期ごとの特徴を持った曲で構成されていた。そして同年のWIRE出演を最後に活動を終了した。
なお、2007年にはフィル・ハートノルはNick Smithと共に新ユニットLong Rangeを、ポール・ハートノルはソロ活動をそれぞれ開始している。
2009年に活動を再開し、同年開かれる多くのフェスでヘッドライナーを務めることが決まっている。
2014年に再解散したことをオフィシャルサイトで発表。
2017年2月再結成を発表。

## ディスコグラフィー

### アルバム
- Orbital (通称Green Album) (1991年)
- Orbital (通称Brown AlbumまたはOrbital 2) (1993年5月)
- DIVERSIONS (1994年)
- Snivilisation (1994年)
- In Sides (1996年)
- Event Horizon(1997年)
- The Middle of Nowhere (1999年)
- The Altogether (2001年)
- Work 1989-2002 (ベスト盤 2002年)
- Octane (サウンドトラック 2003年8月)
- Blue Album (2004年6月)
- Live At Glastonbury 1994-2004 (ライブ盤 2007年6月)
- Orbital 20 (ベスト盤 2009年)
- Wonky (2012年4月)
- Monsters Exist (2018年9月)
- Optical Delusion (2023年2月)

### シングル / EP
- "Chime" （1990年）
- "Omen" （1990年）
- "Satan (III EP)" （1991年）
- "Midnight/Choice" （1991年）
- "Mutations" （1992年）
- "Radiccio" （1992年）
- "Lush" （1993年）
- "Peel Session/Diversions" （1994年）
- "Are We Here?" （1994年）
  - 「Criminal Justice Bill?」収録
- "Belfast/Wasted" （1995年）
- "Times Fly" （1995年）
- "The Box" （1996年）
- "Satan Live/Satan Spawn" （1996年）
- "The Saint" （1997年）
- "Style" （1999年）
- "Nothing Left" （1999年）
- "Beached" （Angelo Badalamentiとのコラボレーション） （2000年）
- "Funny Break (One is Enough)" （2001年）
- "Illuminate" （2001年）
- "Rest" （2002年）
- "Play" （2002年）
- "One Perfect Sunrise/You Lot" （2004年）
- "Don't Stop Me/The Gun Is Good" （2010年）